# Континентальна хокейна ліга
Континентальна хокейна ліга (КХЛ) — відкрита міжнародна хокейна ліга в Євразії, створена на початку 2008 року. Ця ліга з сезону 2008/09 замінила чемпіонат Росії з хокею. Переможець чемпіонату КХЛ отримує головний трофей ліги — «Кубок Гагаріна».
Крім російських команд, у КХЛ виступають клуби з Білорусі, Казахстану та Китаю. КХЛ вважають другою найсильнішою хокейною лігою світу після НХЛ.
Клуби розділені на дві конференції — Західну та Східну, кожна з яких ділиться на два дивізіони, названі на честь радянських хокеїстів і тренерів (дивізіони Тарасова та Боброва у Західній конференції та дивізіони Харламова та Чернишова у Східній конференції).

## Створення
У лютому 2008 року глава Росспорту В'ячеслав Фетісов і заступник голови правління «Газпрому» Олександр Медведєв, заручившись підтримкою в уряді Росії, обнародували програму створення нової хокейної ліги, в якій можуть брати участь як російські, так і зарубіжні клуби. Нову лігу, створену на основі російської хокейної Суперліги, вирішено було назвати Континентальна хокейна ліга (КХЛ). На відміну від Суперліги, КХЛ самостійно організовує чемпіонат.
27 березня 2008 року Федерація хокею Росії (ФХР) офіційно відмовилася від проведення національного чемпіонату, передавши право на управління змаганням серед найкращих хокейних клубів країни Континентальній хокейній лізі. Згідно з 3-річним контрактом з ФХР у ході Чемпіонату КХЛ визначатиметься чемпіон Росії, яким стане найкращий російський хокейний клуб за підсумками чемпіонату.

### Бюджет
Бюджет Континентальної хокейної ліги, яка, за задумом розробників, має скласти конкуренцію НХЛ дорівнюватиме щонайменше 100 мільйонів доларів. Цю суму гарантували компанії, які фінансують проєкт: «Газпром», ВТБ, «Росгосстрах» (спонсор рос. футб. Прем'єр-ліги 2008), «Рособоронекспорт», «Інгосстрах», ВЕБ, Транснафта і ММК (Магнітогорський металургійний комбінат).

## Історія
На початку створення до Континентальної хокейної ліги входило 24 клуби. Ліга поділена на чотири дивізіони по шість клубів. Дивізіони в КХЛ названі іменами легендарних радянських хокеїстів: Анатолія Тарасова, Аркадія Чернишова, Всеволода Боброва і Валерія Харламова.
У регулярному чемпіонаті клуби з одного дивізіону проведуть між собою по чотири зустрічі, тоді як з суперниками з інших дивізіонів — по дві. У плей-оф вийдуть 16 команд, тобто ігри на виліт почнуться з 1/8 фіналу. На цій стадії суперники визначать найсильнішого в серії до трьох перемог, а чвертьфінал, півфінали і фінал гратимуть за зразком НХЛ — до чотирьох перемог.
Зі створенням КХЛ була введена єдина система передсезонної підготовки, відповідно до якої з 15 травня по 15 липня клубам були заборонені всі контрольні матчі і тренувальні збори, а після 15 липня команди мали право провести не більше 12 товариських матчів.
Одне з головних нововведень — система щорічного драфту, згідно з якою клуби КХЛ можуть вибирати будь-яких гравців світу у віці від 17 до 22 років, включаючи і північноамериканські ліги. Права на вибраних гравців зберігатимуться за кожним клубом протягом чотирьох років, але, як і в НХЛ, можуть передаватися іншим командам у разі переходів хокеїстів. За російськими клубами закріплено право «захистити» трьох молодих хокеїстів з власної дитячо-юнацької школи, а також отримувати компенсацію в тому випадку, якщо гравець з клубної ДЮСШ буде вибраний іншою командою на драфті. При цьому компенсація в обов'язковому порядку повинна бути перерахована в школу, що виховала гравця.
Регламент КХЛ накладає на російські клуби ліміт участі іноземних хокеїстів: не більше п'яти в заявці на сезон і не більше чотирьох в кожному матчі, крім того, іноземний воротар буде еквівалентний двом іноземним польовим гравцям, і не повинен проводити в ході першого етапу чемпіонату понад 65% ігрового часу. Згідно з регламентом, чемпіоном Росії може стати тільки російський клуб. Якщо перемогу в плей‑оф ліги візьме іноземна команда, то чемпіоном Росії буде названий клуб, що фінішував вище за інші російські команди.
У КХЛ існуватиме максимальний і мінімальний розмір оплати праці хокеїстів. Змінений і статус хокеїстів, зокрема, введені поняття необмежено і обмежено вільних агентів, а також правило драфта відмов, згідно з яким клуби повинні будуть надати «незахищеним» перед початком сезону гравцям право переходити в інші команди по ходу чемпіонату. З 25 хокеїстів в заявці клуби можуть заблокувати переходи 18 польових гравців і двох воротарів, але визначитися з «захищеним» списком повинні перед початком сезону.
У сезоні 2008/2009 в лігу входить 21 клуб з Росії, а також клуби з колишніх радянських республік — казахстанський «Барис», «Динамо» (Мінськ) і «Динамо» (Рига).
Сезон 2010/2011. Володар «Кубка Гагаріна» ХК «Салават Юлаєв». Друге місце ХК «Атлант», третє — «Локомотив» (Ярославль).
Сезон 2011/2012. Володар «Кубка Гагаріна» ХК «Динамо» (Москва). Друге місце ХК «Авангард», третє — ХК «Трактор».
Сезон 2012/2013. Український ХК «Донбас» приєднався до Континентальної хокейної ліги. У наступному чемпіонаті КХЛ з'являться празький «Лев», братиславський «Слован» і донецький «Донбас», а також повернеться ярославський «Локомотив».
Володар «Кубка Гагаріна» ХК «Динамо» (Москва). Друге місце ХК «Трактор», третє — СКА.
Сезон 2013/2014. До КХЛ приєдналися «Адмірал» з Владивостока та «Медвещак» із Загреба.
З сезону 2023/24 в лізі виступає 23 команди з 4 країн.

## Склади груп у сезоні 2023/2024
| Західна конференція       | Західна конференція     | Східна конференція          | Східна конференція    |
| Дивізіон Боброва          | Дивізіон Тарасова       | Дивізіон Харламова          | Дивізіон Чернишова    |
| ------------------------- | ----------------------- | --------------------------- | --------------------- |
| Торпедо (Нижній Новгород) | ЦСКА (Москва)           | Ак Барс (Казань)            | Амур (Хабаровськ)     |
| СКА (Санкт-Петербург)     | Динамо (Мінськ)         | Автомобіліст (Єкатеринбург) | Авангард (Омськ)      |
| Сочі                      | Сєвєрсталь (Череповець) | Лада (Тольятті)             | Барис                 |
| Спартак (Москва)          | Динамо (Москва)         | Металург (Магнітогорськ)    | Адмірал (Владивосток) |
| Витязь (Подольськ)        | Локомотив (Ярославль)   | Нафтохімік (Нижньокамськ)   | Салават Юлаєв (Уфа)   |
|                           | Куньлунь Ред Стар       | Трактор (Челябінськ)        | Сибір (Новосибірськ)  |